# Paracosmus morrisoni
Paracosmus morrisoni är en tvåvingeart som beskrevs av Osten Sacken 1887. Paracosmus morrisoni ingår i släktet Paracosmus och familjen svävflugor. Inga underarter finns listade i Catalogue of Life.